# Saqueig de Pineda de Mar
El saqueig de Pineda de Mar fou un atac otomà a la costa catalana de 1545.

## Antecedents
En 1542 Francesc I de França preparava la guerra contra Carles V, i va acordar amb Solimà I el Magnífic l'obertura dels ports de Marsella i Toló a les flotes otomanes. Khair ed-Din Barba-rossa va arribar a Marsella el 5 de juliol de 1543 i després de saquejar Niça es va dirigir a Toló per passar l'hivern atacar la costa catalana. Les naus Tornarien cap a Constantinoble la primavera següent, tot vorejant i saquejant les costes italianes.

## L'atac
L'1 d'agost de 1545 Turgut Reis ataca Pineda de Mar amb 11 galeres, i va incendiar la vila.

## Conseqüències
Després de la mort de Khair ed-Din Barba-rossa el 1546, Turgut va aconseguir reunir una flota amb 24 bergantins per conquerir Nàpols, però va conquerir la costa de Calàbria, i el 1550 capturà Mahdia i part de Tunis, i va atacar Benissa, Sant Joan d'Alacant i Cullera.